# Unitat Regionalista Asturiana
Unitat Regionalista Asturiana (en asturià Unidá Rexonalista) fou una coalició asturiana de partits i independents d'esquerra que va tenir el seu origen en la "Comisión Gestora para una Candidatura Unitaria, Democrática y Regionalista" de 1977.
Formaven aquesta comissió el Bloque Asturiano de Izquierda (BAI) que era una plataforma d'extrema esquerra liderada pel Moviment Comunista d'Astúries i el Partit Socialista Popular d'Astúries (PSPA) de caràcter socialista, reformista i més moderat. Els orígens del PSPA apunten en certa manera a Democracia Socialista Asturiana de Pedro da Silva. El PSPA deixarà les negociacions després de participar-hi un temps, deixant BAI i els promotors independents, entre ells Xosé Lluis García Arias fundador de Conceyu Bable (Xuan Xosé Sánchez Vicente, un altre dels fundadors, era dirigent del PSPA).
A les eleccions generals espanyoles de 1977 ni UR ni el PSPA aconseguiren representació. Unión Rexonalista obtindria un 1,9% de vots i el PSPA 7,3%. Poc després de les eleccions Unión Rexonalista desapareixerà i el PSPA s'integrarà en el PSOE.
Els tres primers caps de llista al Congrés dels Diputats foren Aida Fuentes Concheso, Antonio Massip Hidalgo i Manuel Hevia Carriles.